# 椭圆叶米仔兰
椭圆叶米仔兰（学名：Aglaia elliptifolia），又名大葉樹蘭，为楝科米仔兰属下的一个种。

## 扩展阅读
- 維基物種上的相關：椭圆叶米仔兰